# بکش کنار! الدورادو به ترینیتی می‌آید
بکش کنار! الدورادو به ترینیتی می‌آید (ایتالیایی: Scansati … a Trinità arriva Eldorado) یک وسترن اسپاگتی کمدی به کارگردانی جو داماتو است که در سال ۱۹۷۲ منتشر شد. این فیلم یکی از نخستین نمونه‌های «مجموعهٔ ترینیتی» است که با الهام از به من میگن ترینیتی و هنوز ترینیتی هستم ساخته شد.

## گزیدهٔ بازیگران
- استلویو رزی
- گوردون میچل
- کریگ هیل
- دانیلا جوردانو
- کارلا مانچینی
- انتسو پولکرانو
- اریکا بلانک
- آمریگو کاستریگلا
- جو داماتو